# Der Teufel und Daniel Webster
Der Teufel und Daniel Webster ist ein US-amerikanischer Fantasyfilm von William Dieterle, inszeniert im Jahr 1941. Das Drehbuch basiert auf der gleichnamigen Kurzgeschichte von Stephen Vincent Benét. Uraufgeführt wurde der Film am 17. Oktober 1941 in San Francisco. In Deutschland wurde der Film erstmals am 9. Mai 1947 in den Kinos gezeigt, in Österreich bereits am 31. August 1945. Dabei wurde er unter den Titeln Der Teufelsbauer, Alles was Geld kaufen kann und All That Money Can Buy vertrieben. Einige Szenen des Films sind bis heute immer noch verschollen. Der WDR strahlte am 13. Juli 1993 eine restaurierte und um sieben Szenen verlängerte Fassung aus.

## Handlung
New Hampshire im Jahr 1840. Daniel Webster ist der engagierte Senator von Massachusetts und fordert die oft verarmten und verschuldeten Farmer auf, sich gegen Kredithaie zu wehren. Auch Jabez Stone ist in Gefahr, seine Farm an den Geldverleiher Stevens zu verlieren, da er seinen Kredit nicht zurückzahlen kann. Ein geheimnisvoller Fremder namens Scratch kommt zu Stone und bietet im Austausch für dessen Seele sieben Jahre des Wohlstands. Stone akzeptiert, und Scratch macht eine Markierung in einen Baumstamm, die besagt, dass der Handel am 7. April 1847 vollzogen wird. Mit seinem neuen Reichtum kann Stone seinen Kredit zurückzahlen, Vorräte anlegen und seinen Nachbarn Geld für neues Saatgut leihen.
Als Senator Webster in die Stadt kommt, hält Stone eine Rede zu dessen Gunsten und die Bewohner spenden Beifall. Stone und der Senator lernen sich dabei näher kennen. Unterdessen wird Stones Frau Mary schwanger und er versucht, den markierten Baum zu fällen. Scratch warnt ihn, dass ein Hagelschauer die Felder seiner Nachbarn vernichten würde, nur Stones Felder würden verschont bleiben. Tatsächlich kommt es so und Stone wird noch wohlhabender. Stone bringt die anderen Farmer gegen sich auf, als er ihnen anbietet, bei ihm als Erntehelfer zu arbeiten. Doch die Not zwingt sie dazu, das Angebot anzunehmen. Am Abend des Erntedankfestes wird Stones Sohn geboren und auf den Namen Daniel getauft. Kurz danach kommt Belle in die Stadt, die für Scratch arbeitet. Sie kümmert sich als Gouvernante um das Baby. Dabei gelingt es der attraktiven Belle in der folgenden Zeit, Jabez Stone von seiner Ehefrau Mary und seiner Mutter zu entfremden.
Nach sieben Jahren ist Stone nur noch dem Geld ergeben. Mary besucht Senator Webster und erzählt ihm von ihren Sorgen um ihren Mann. Webster fährt mit Mary zurück. Am gleichen Abend plant Stone eine große Hauseinweihungsfeier. Noch bevor die anderen Farmer zu seiner Feier gehen, bekunden sie gegenüber Webster ihren Unmut über Stone. Als Mary bei der Feier ankommt, wird sie von Belle aufgefordert, das Haus zu verlassen. Stevens kommt danach an und informiert Mary, dass auch er einen Vertrag mit Scratch abgeschlossen habe. Nun kommen Scratch und auch Webster an. Webster ermahnt Stone, die anderen Farmer nicht zu übervorteilen. Stone ist verärgert und wirft Webster und Mary aus dem Haus.
Scratch hat sich derweil Stevens’ Seele bemächtigt. Er bietet Stone an, den Vertrag zu verlängern, wenn der ihm seinen Sohn aushändigt. Die anderen Farmer eilen zu Webster und bitten ihn um Hilfe. Webster eilt mit den Leuten zurück. Um Mitternacht erscheint Scratch wieder. Webster fordert eine Verhandlung, Scratch erklärt sich dazu bereit, wenn er die Jurymitglieder auswählen darf. Er benennt zwölf als Verräter bekannte Männer, unter ihnen Captain Kidd, Kapitän Blackbeard, Simon Girty, Benedict Arnold und Stede Bonnet. Als Vorsitzender fungiert Justice Hathorne, der Vorsitzende des Hexenprozesses von Salem. Er verlangt Websters Seele für den Teufel, sollte der den Prozess verlieren.
Webster appelliert an den Patriotismus der Jury und an ihren Glauben an das Recht auf Freiheit. Er macht sie darauf aufmerksam, dass sie ihre Seelen dem Teufel als Pfand verschrieben hätten. Mit einem Freispruch für Stone würden sie einen Teil ihrer Schuld abzahlen können. Die Jury erklärt den Vertrag zwischen Scratch und Stone für nichtig. Stones neues Haus geht in Flammen auf. Stone und seine Frau sind wieder vereint, die anderen Farmer verzeihen ihm seine Geldgier und Skrupellosigkeit.

## Hintergrund
- Der Film wurde vom 15. März bis zum 12. Juni 1941 in den RKO Studios Hollywood gedreht. Die Uraufführung erfolgte am 16. Oktober 1941 in der Radio City Music Hall, New York. Kinostart war am 17. Oktober 1941.[1]
- Bei der Oscarverleihung wurde der Film unter dem Alternativtitel All That Money Can Buy geführt. Dieser Titel wurde gewählt, um im sehr religiösen amerikanischen Süden mit dem Wort Devil im Titel keine Unruhen heraufzubeschwören.
- Für die Titelrolle war Thomas Mitchell vorgesehen. Bei einer Reitszene stürzte Mitchell vom Pferd und erlitt einen Schädelbruch, der ihn 17 Wochen ans Bett fesselte. Glücklicherweise erholte sich Mitchell vollständig von seiner Verletzung. Für ihn sprang Edward Arnold ein, der alle Szenen mit Mitchell wiederholen musste.
- 1949 konnte der oscarnominierte Walter Huston, der Vater des später bekannten Regisseurs, Drehbuchautors und Schauspielers John Huston, einen Oscar als bester Nebendarsteller gewinnen.
- Simone Simon, die Darstellerin der Belle, ist gebürtige Französin. Dieser Film ist ihre erste Hollywood-Rolle.
- Für Komponist Bernard Herrmann war es die erst zweite Filmarbeit.
- Filmeditor Robert Wise stieg bald darauf ins Regie- und Produktionsfach ein und konnte später vier Oscars gewinnen.
- Benéts Kurzgeschichte, für die er 1944 posthum den Pulitzer-Preis bekam, wurde noch zwei weitere Male verfilmt: 2001 unter der Regie von Alec Baldwin mit Anthony Hopkins in der Titelrolle (dt. Titel: Shortcut to Happiness – Der Teufel steckt im Detail) und 2005 als Zeichentrickfilm mit dem Titel The Devil and Daniel Mouse.

## Kritiken
„Verfremdungs- und faszinierende Spezialeffekte machen die Variation der Faust-Saga zu einem bedeutenden Fantasy-Film der 40er Jahre, der in einem stupenden Prozeß vor einer Jury verdammter Seelen gipfelt.“

„Expressionistisches Juwel der «Citizen Cane»-Werkstatt“

## Auszeichnungen
Oscarverleihung 1942
- Oscar in der Kategorie Beste Filmmusik an Bernard Herrmann
- Nominierung in der Kategorie Bester Hauptdarsteller für Walter Huston

## Soundtrack
- Bernard Herrmann: The Devil and Daniel Webster. Orchestral Suite From the Motion Picture Score. Auf: Bernard Herrmann: Welles Raises Kane · The Devil & Daniel Webster · Obsession. Unicorn-Kanchana, s. l. 1994, Tonträger-Nr. UKCD 2065 – stereofone Einspielung (phase-4-stereo) durch das London Philharmonic Orchestra unter der Leitung des Komponisten aus dem Jahr 1967
- Bernard Herrmann: The Devil and Daniel Webster. Suite for Orchestra. Auf: Bernard Herrmann: The Devil and Daniel Webster. Koch, Westbury 1994, Tonträger-Nr. 3-7224-2 H1 – digitale, stereofone Neueinspielung durch das New Zealand Symphony Orchestra unter der Leitung von James Sedares aus dem Jahr 1993